# Compianto sul Cristo morto (Previtali)
Compianto sul Cristo morto  è un dipinto olio su tela di Andrea Previtali realizzato per la chiesa di Sant'Andrea di Bergamo.

## Storia
Il Previtali era bergamasco di nascita, ma si era trasferito con la famiglia a Venezia andando a studiare alla bottega di Giovanni Bellini tornando a Bergamo nel 1512 quando nella città la nuova borghesia commissionava molte opere agli artisti, per potersi proporre alla nuova amministrazione veneta. Il dipinto è tra gli ultimi lavori eseguiti dall'artista, considerato tra i più intensi, realizzato per la chiesa di Sant'Andrea nel 1524 o 1525 e raffigura la deposizione di Cristo come una grande scena teatrale. Il dipinto sembra associarsi alle raffigurazioni recitate dei misteri che erano in voga nel Cinquecento.
Alla fine della sua vita è sempre più visibile l'amore dell'artista per l'arte tedesca in particolare per i lavori del Dürer e di Albrecht Altdorfer. Questo è percepibile nei dipinti: Passaggio del Mar Rosso e  Crocifissione, così come nel Compianto del Cristo morto, dipinto che si collega con il Compianto sul Cristo morto del Lotto della Basilica di Sant'Alessandro in Colonna. 
Il Previtali non era solo amico del Lotto, lavoravano infatti, in due botteghe vicine presso la Chiesa di San Michele al Pozzo Bianco, quindi potevano confrontarsi e studiarsi, e proprio questa capacità del Previtali, di saper cogliere i lavori degli altri artisti studiandoli e riproponendoli con molte varianti è visibile nelle sue opere. In questa tela il Previtali s'ispira all'opera del veneziano pur allontanandosi. Il Compianto del veneziano presenta la drammaticità dell'evento nella monocromia dei toni e nella trasfigurazione dei suoi protagonisti, il Previtali lascia che l'emozione arrivi all'osservatore attraverso il tramonto che illumina il monte Golgota sulla parte alta della tela.

## Descrizione
La tela cestinata ha una composizione scenica dalla grande gestualità, come se gli interpreti dell'evento si fossero posti per uno scatto fotografico. Il gruppo è composto di nove personaggi illuminati frontalmente da una luce che fa risaltare i colori intensi degli abiti che illuminano una scena notturna.
Sulla parte superiore sinistra il Previtali raffigura il tramonto sul monte Golgota con le tre croci del martirio, come fosse il tramonto del Vecchio Testamento e la nascita di una nuova vita, la luce della speranza. Centrale alla scena è la Madonna seduta sopra una scalea di pietra, sulle sue ginocchia il Figlio morto, attorno tutti i personaggi protagonisti e testimoni dell'evento.
A sinistra avvolto in manto giallo, il santo fondatore della chiesa, Pietro posto corrispondente al volto di Cristo, con le chiavi ai suoi piedi, una d'oro e una d'argento. Sopra di lui Giuseppe d'Arimatea avvolto in un bianco tubante, nell'atto di indicarsi, quindi di mettersi a disposizione per la collocazione del defunto nel sepolcro. A destra l'immagine di sant'Andrea con le mani incrociate. Il Previtali lo pose nel dipinto poiché titolare della chiesa. Maria Maddalena ai piedi del Cristo lo bacia e lo accarezza. Il rosso dei mantelli si accompagna con il rosso del tramonto.